# 奥拉西奥·塞尔帕
奥拉西奥·塞尔帕·乌里韦（西班牙語：Horacio Serpa Uribe，1943年1月4日—2020年10月31日），哥伦比亚政治人物，前内政部长、参议院议员。

## 生平
1943年生于桑坦德省布卡拉曼加。1960年入读巴兰基亚的大西洋大学，后回到桑坦德省从事法律工作。1972年结婚。曾任哥伦比亚总检察长、内政部长等职。1998年、2002年、2006年三次参加总统选举，均未当选。
2020年10月31日逝世。